# Karolína Kurková
Karolína Kurková, née le 28 février 1984 à Děčín, en Tchécoslovaquie, est un mannequin et une actrice tchèque. Elle est principalement connue pour avoir été un « Ange » de la marque de lingerie Victoria's Secret de 2005 à 2008.

## Biographie
Karolína Kurková est née en 1984 à Děčín en Tchécoslovaquie, d'un père tchèque et d'une mère slovaque. Son père, Josef Kurka, était un joueur de basket-ball.
Elle débute dans le mannequinat lorsqu'un de ses amis envoie des photos d'elle à une agence de mannequins située à Prague. Cette agence l'engage mais elle reste néanmoins peu exposée et décide de tenter sa chance à l'étranger.
C'est à Milan qu'elle fait une rencontre décisive. En effet, Miuccia Prada, (Prada et Miu Miu), lui fait signer son premier contrat. Elle est alors âgée de quinze ans,.
En 1999, elle s'installe à New York.[réf. souhaitée]
En 2001, elle est l'un des plus jeunes mannequins à poser en couverture du magazine Vogue. Elle défile ensuite pour de grandes marques telles que Tommy Hilfiger, YSL ou encore Chanel, Armani.
Karolína Kurková participe également au défilé de la marque de lingerie Victoria's Secret, qui rassemble des mannequins comme Gisele Bündchen, Heidi Klum ou encore Adriana Lima. En 2002, elle devient un mannequin de la marque.[réf. souhaitée]
Depuis, Karolína Kurková est apparue en couverture de plus de 40 éditions internationales du magazine Vogue,.
En 2007, elle fait partie des mannequins les mieux payés au monde selon le magazine Forbes, avec un salaire estimé à environ 3,5 millions de dollars.
En 2012, elle devient l'égérie de Roberto Cavalli pour une collection « été » distribuée exclusivement par les magasins Target en Australie,.
En avril 2020, à la suite du déclenchement de la pandémie de Covid-19, elle rejoint l'initiative Masks for All lancée par la couturière Ashley Liemer.

## Filmographie
| A nnée | Film/émission                            | Rôle                             | Source |
| ------ | ---------------------------------------- | -------------------------------- | ------ |
| 2009   | G.I. Joe : Le Réveil du Cobra            | Secrétaire du général des GI Joe | [ 11 ] |
| 2010   | Chuck, saison 4, épisode 2               | Une espionne                     |        |
| 2009   | Germany's Next Top Model, épisode 11     | Juge de l'émission               |        |
| 2010   | America's Next Top Model, saison 15      | Juge de l'émission               | [ 12 ] |
| 2012   | 30 Rock, épisode 9, saison 6             | Guest star                       |        |
| 2013   | Person of Interest, saison 2, épisode 12 | Son propre rôle                  |        |
| 2013   | The Face                                 | Chef d'équipe                    | [ 13 ] |

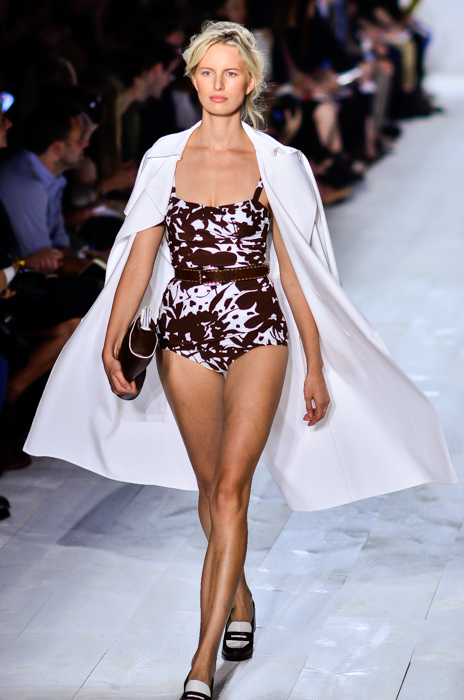
Karolína Kurková durant un défilé Michael Kors, en 2013.

Elle est régulièrement invitée sur les plateaux du Tonight Show de Jay Leno.

## Distinctions
- 2002 : Prix du « Mannequin de l'année » aux VH1/Vogue Fashion Awards[2]
- 2003 : Prix Atmosphere Magazine Award
- 2006 : Prix pour son association Women Together.

## Vie privée

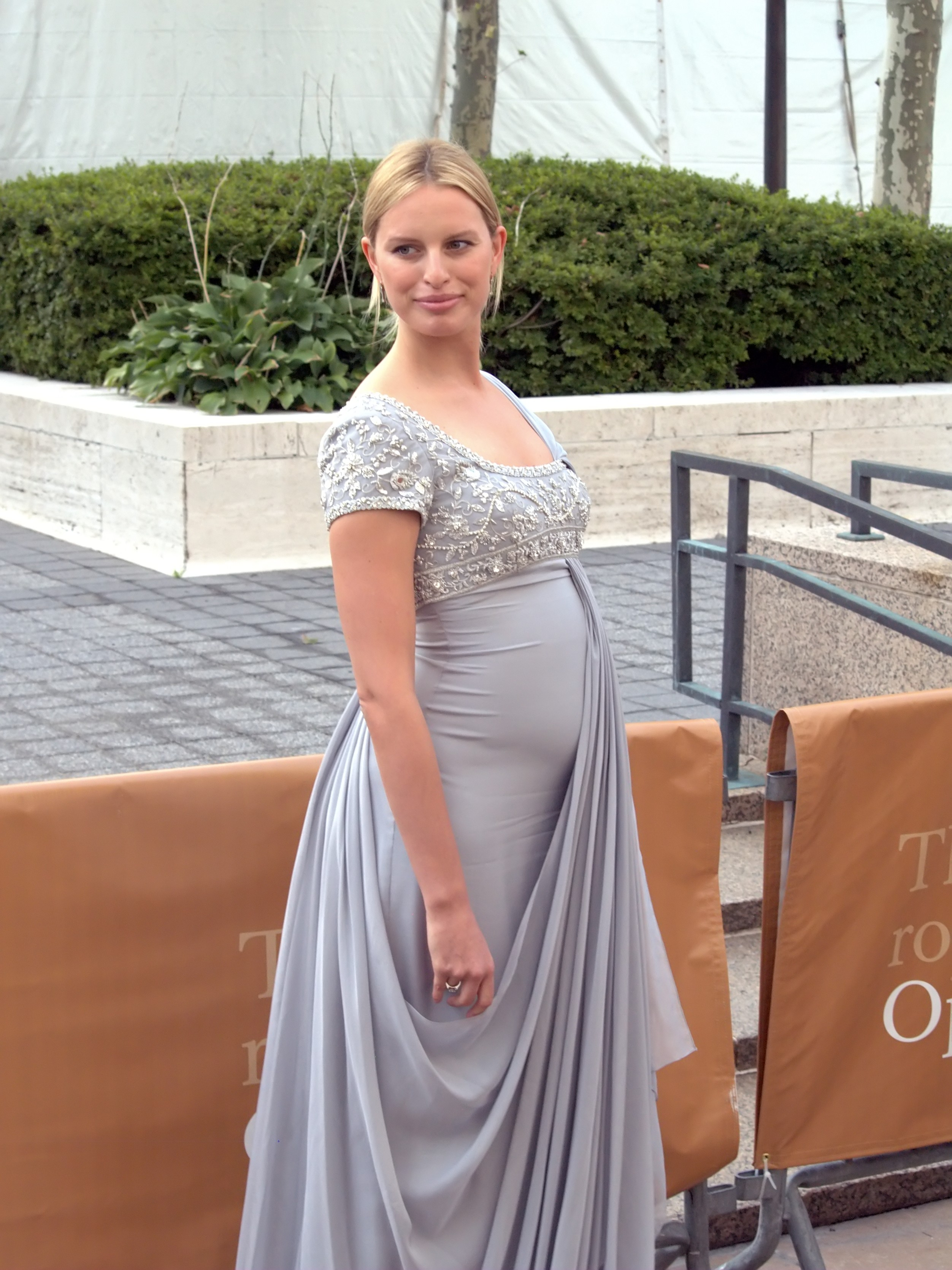
Karolína Kurková en 2009 au Metropolitan Opera de New York.

En 2009, Karolína Kurková se marie à Archie Drury. Ensemble, ils ont deux garçons et une fille,.
En 2012, elle explique avoir souffert d'hypothyroïdie, ce qui lui fit prendre du poids,,.